# Straky
Straky jsou obec v okrese Nymburk ve Středočeském kraji. Leží sedm kilometrů západně od Nymburku. Náleží k Mikroregionu Nymbursko a žije v ní 526 obyvatel.

## Historie
První písemná zmínka o obci Straky pochází z roku 1323.
V obci Straky (851 obyvatel) byly v roce 1932 evidovány tyto živnosti a obchody: biograf Sokol, cihelna, obchod s cukrovinkami, obchod s dobytkem, holič, 4 hostince, kapelník, 2 koláři, 2 kováři, 3 krejčí, mechanik, 3 obuvníci, pekař, porodní asistentka, 18 rolníků, 5 řezníků, sedlář, 4 obchody se smíšeným zbožím, Spořitelní a záložní spolek pro Straky a Zbožíčko, šrotovník, 2 švadleny, trafika, 3 truhláři, zámečník.

## Obyvatelstvo
| Rok            | 1869 | 1880 | 1890 | 1900 | 1910 | 1921 | 1930 | 1950 | 1961 | 1970 | 1980 | 1991 | 2001 | 2011 | 2021 |
| -------------- | ---- | ---- | ---- | ---- | ---- | ---- | ---- | ---- | ---- | ---- | ---- | ---- | ---- | ---- | ---- |
| Počet obyvatel | 708  | 794  | 810  | 838  | 865  | 851  | 891  | 743  | 793  | 713  | 642  | 519  | 517  | 555  | 541  |
| Počet domů     | 111  | 124  | 135  | 142  | 164  | 177  | 208  | 233  | 231  | 218  | 208  | 234  | 234  | 237  | 240  |

## Obecní správa
V letech 1850–1920 a od 1. ledna 1980 do 31. prosince 1991 k obci patřilo Zbožíčko a od 1. ledna 1980 do 31. prosince 1991 také Čilec.

### Územněsprávní začlenění
Dějiny územněsprávního začleňování zahrnují období od roku 1850 do současnosti. V chronologickém přehledu je uvedena územně administrativní příslušnost obce v roce, kdy ke změně došlo:
- 1850 země česká, kraj Jičín, politický i soudní okres Nymburk[8]
- 1855 země česká, kraj Mladá Boleslav, soudní okres Nymburk
- 1868 země česká, politický okres Poděbrady, soudní okres Nymburk
- 1936 země česká, politický i soudní okres Nymburk[9]
- 1939 země česká, Oberlandrat Kolín, politický i soudní okres Nymburk[10]
- 1942 země česká, Oberlandrat Hradec Králové, politický i soudní okres Nymburk[11]
- 1945 země česká, správní i soudní okres Nymburk[12]
- 1949 Pražský kraj, okres Nymburk[13]
- 1960 Středočeský kraj, okres Nymburk
- 2003 Středočeský kraj, okres Nymburk, obec s rozšířenou působností Nymburk

## Doprava
Dopravní síť
- Pozemní komunikace – Obcí prochází silnice II/332 Lysá nad Labem – Milovice – Krchleby.

- Železnice – Okrajem území obce vede železniční trať Nymburk – Mladá Boleslav. V minulosti na ní byla železniční zastávka Straky u přejezdu silnice II/332, ale již řadu let v ní nezastavoval žádný vlak a nakonec od období platnosti jízdního řádu 2011-2012 přestala být uváděna. Na jejím místě později vznikla výhybna Straky. Ve vzdálenosti 2,5 kilometru leží železniční zastávka Všejany.

- Letiště – Do katastru obce zasahuje bývalé vojenské letiště.

Veřejná doprava 2011
- Autobusová doprava – V obci měly zastávky autobusové linky Nymburk–Milovice (v pracovní dny 6 spojů), Straky–Milovice–Lysá nad Labem (v pracovní dny 3 spoje) a Lysá nad Labem–Mladá Boleslav (v pracovní dny 5 spojů tam i zpět) (dopravce Okresní autobusová doprava Kolín, s. r. o.). O víkendu byla obec bez dopravní obsluhy.

## Pamětihodnosti

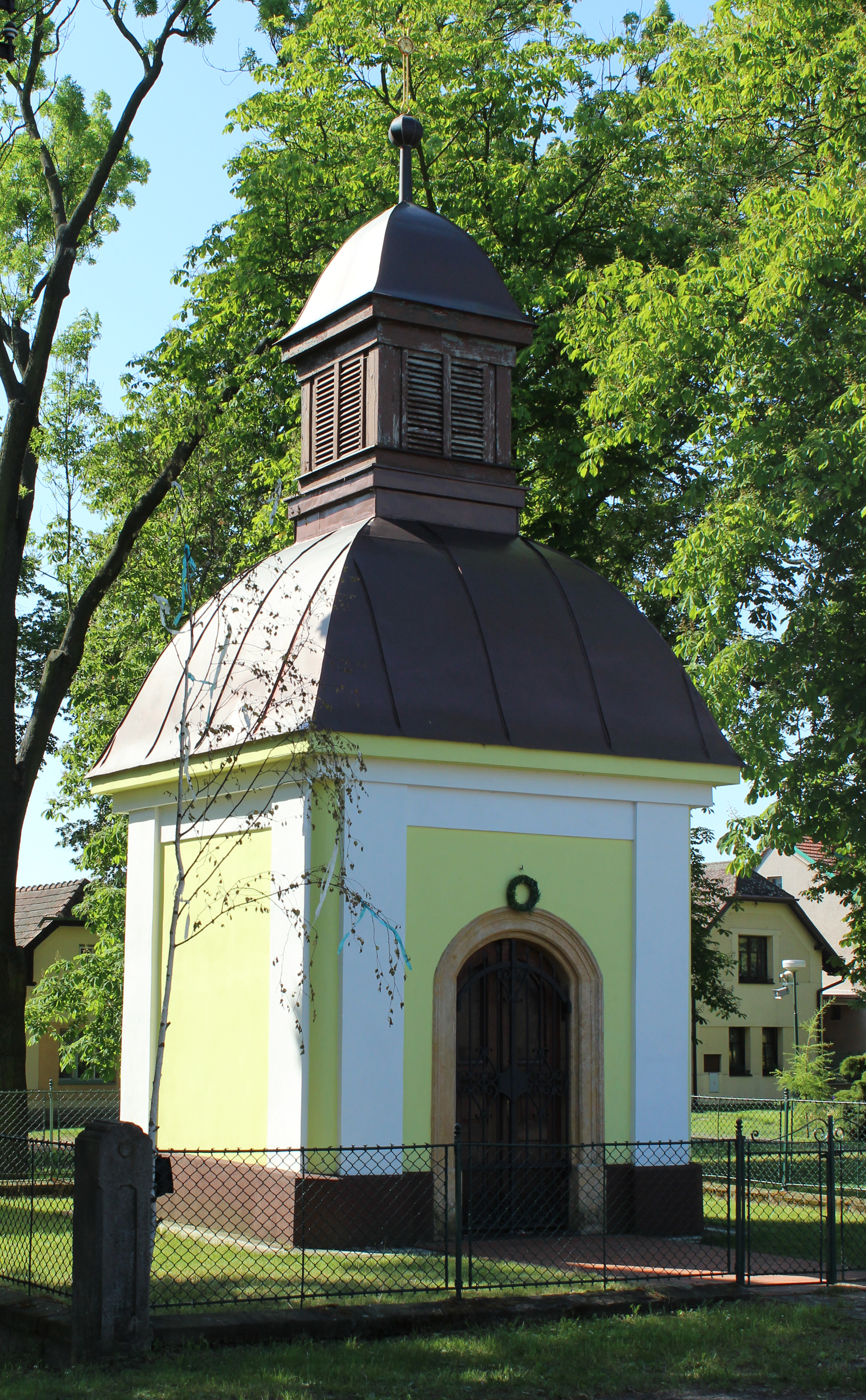
Kaplička Nanebevzetí Panny Marie

Kaplička Nanebevzetí Panny Marie se nachází přibližně uprostřed obce u silnice na Všejany a byla postavena v roce 1841. Zhruba 50 metrů od ní směrem na Milovice stojí pomník občanům padlým za první světové války z roku 1921. Autorem je František Přítel.

## Osobnosti
- Jan Dědina – malíř, narozen ve Strakách 1. září 1870, zemřel 14. ledna 1955 v Tatobitech u Semil. Žák profesorů Myslbeka a Ženíška. Mimo jiné spolurealizátor výzdoby Petit Palais a Comeide Francaise v Paříži.
- Miloslav Stehlík – spisovatel, herec, režisér, dramaturg. Narozen 2. dubna 1916 v Milovicích, zemřel 15. července 1994 v Praze, pohřben ve Strakách.
- Josef Šťastný – starosta Strak v letech 1880 až 1894, který nechal vystavět silnici ze Strak do Dvorů. Narodil se ve Strakách čp. 45 dne 23. února 1847 a zemřel 22. října 1925 tamtéž, pohřben je ve Všejanech v rodinné hrobce Šťastných a Poživilových.
- Josef Pýcha – malíř, grafik, pedagog, vitrážista. Narozen 23. května 1914 ve Strakách zemřel 9. března 1988 v Mladé Boleslavi. Žák profesorů Oldřicha Blažíčka a Cyrila Boudy.
- Petr Dejmek – prozaik a dramatik. Narodil se ve Svojku u Nové Paky roku 1870, zemřel roku 1945 v Praze. Do svého prvního učitelského místa nastoupil ve Strakách.
- Aquina Anna Sedláčková – autorka techniky lisování reliéfních papírových fyzikálních zeměpisných map, vytvořila dotykovou abecedu pro český jazyk. Narodila se 6. prosince 1877 v rodině řídícího učitele ve Strakách. Zemřela 28. dubna 1950.

## Fotogalerie

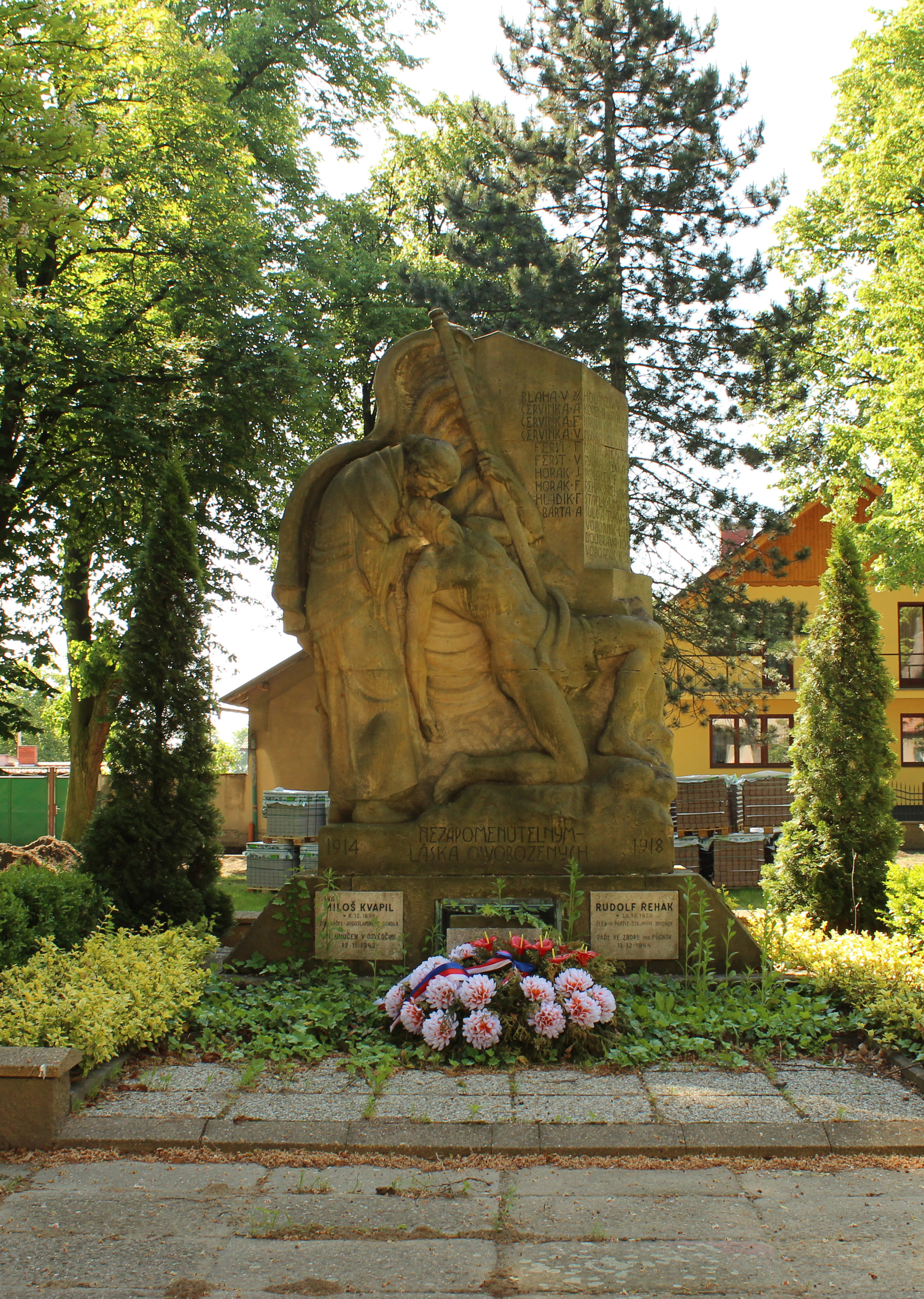
Památník obětem první světové války
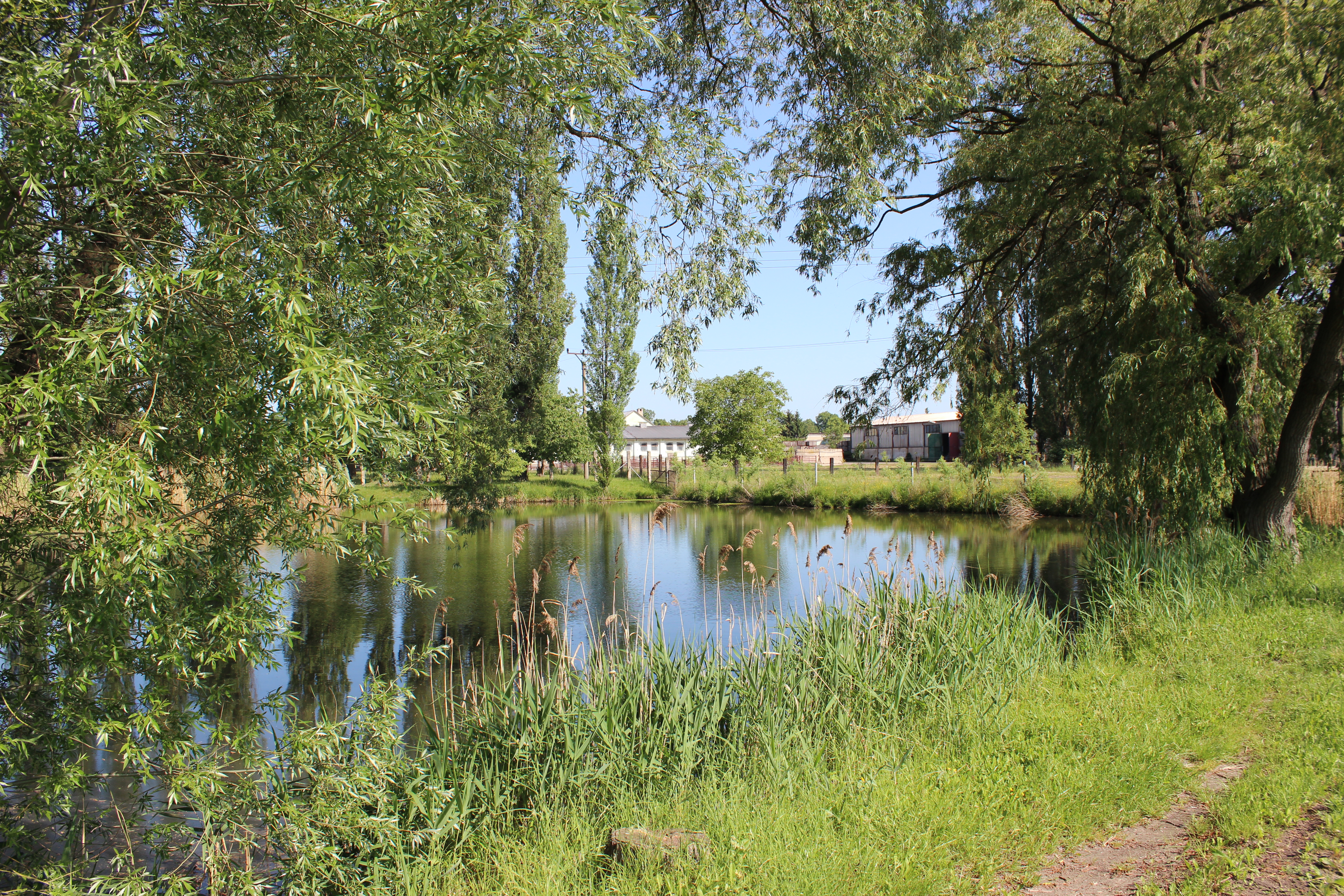
Rybník před zemědělským družstvem
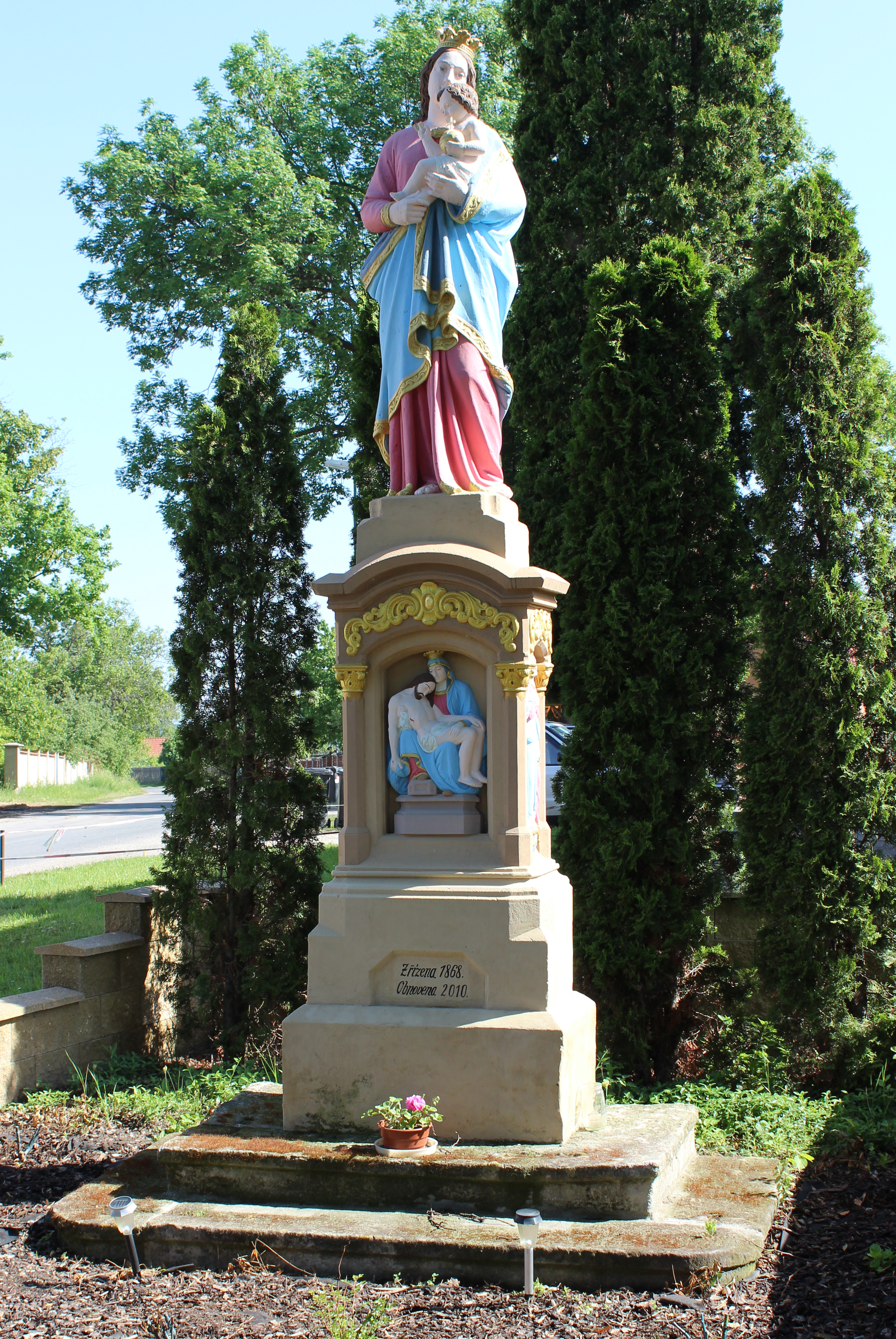
Nově zrekonstruovaná socha Panny Marie
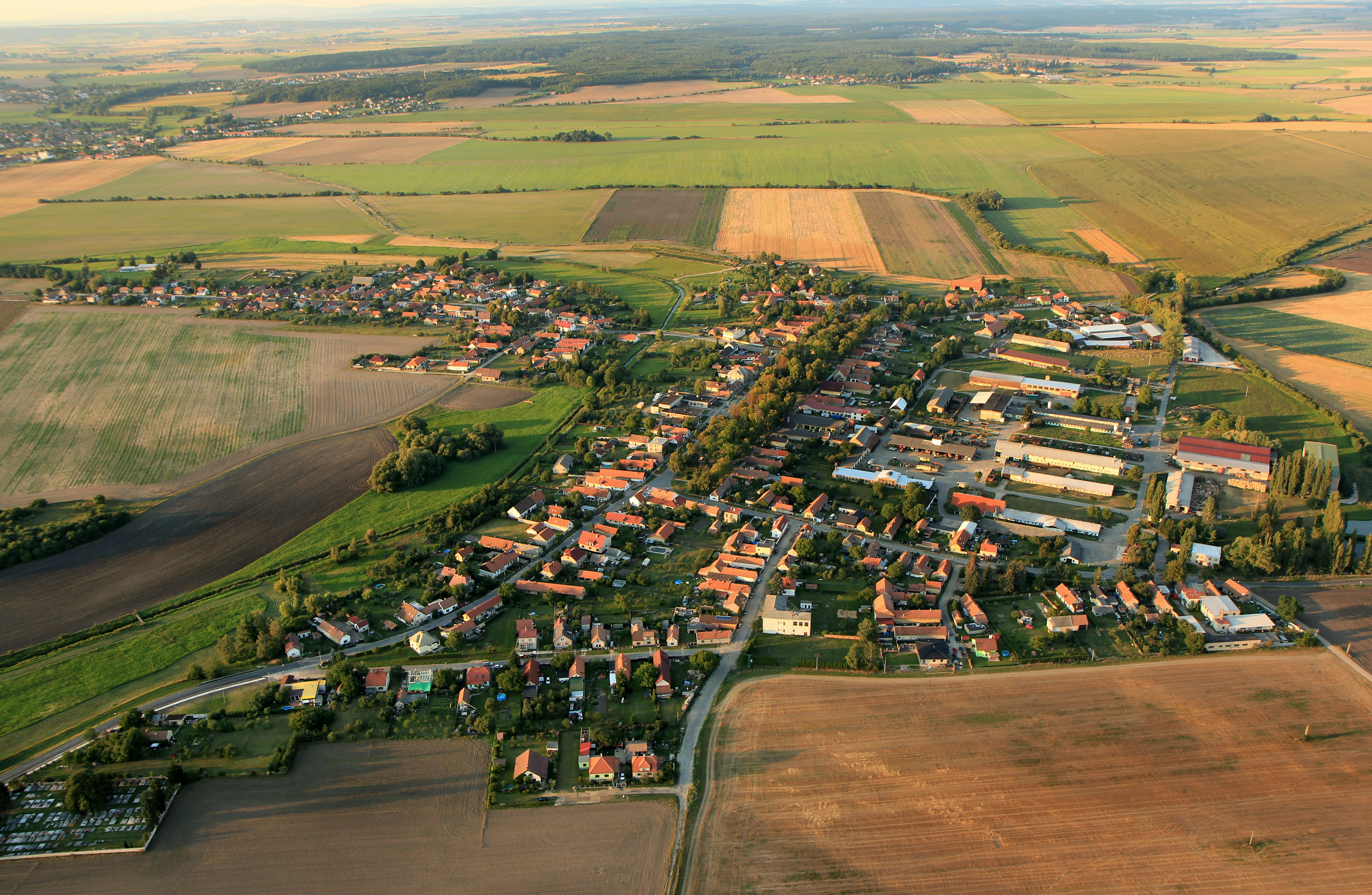
Letecký pohled na obec
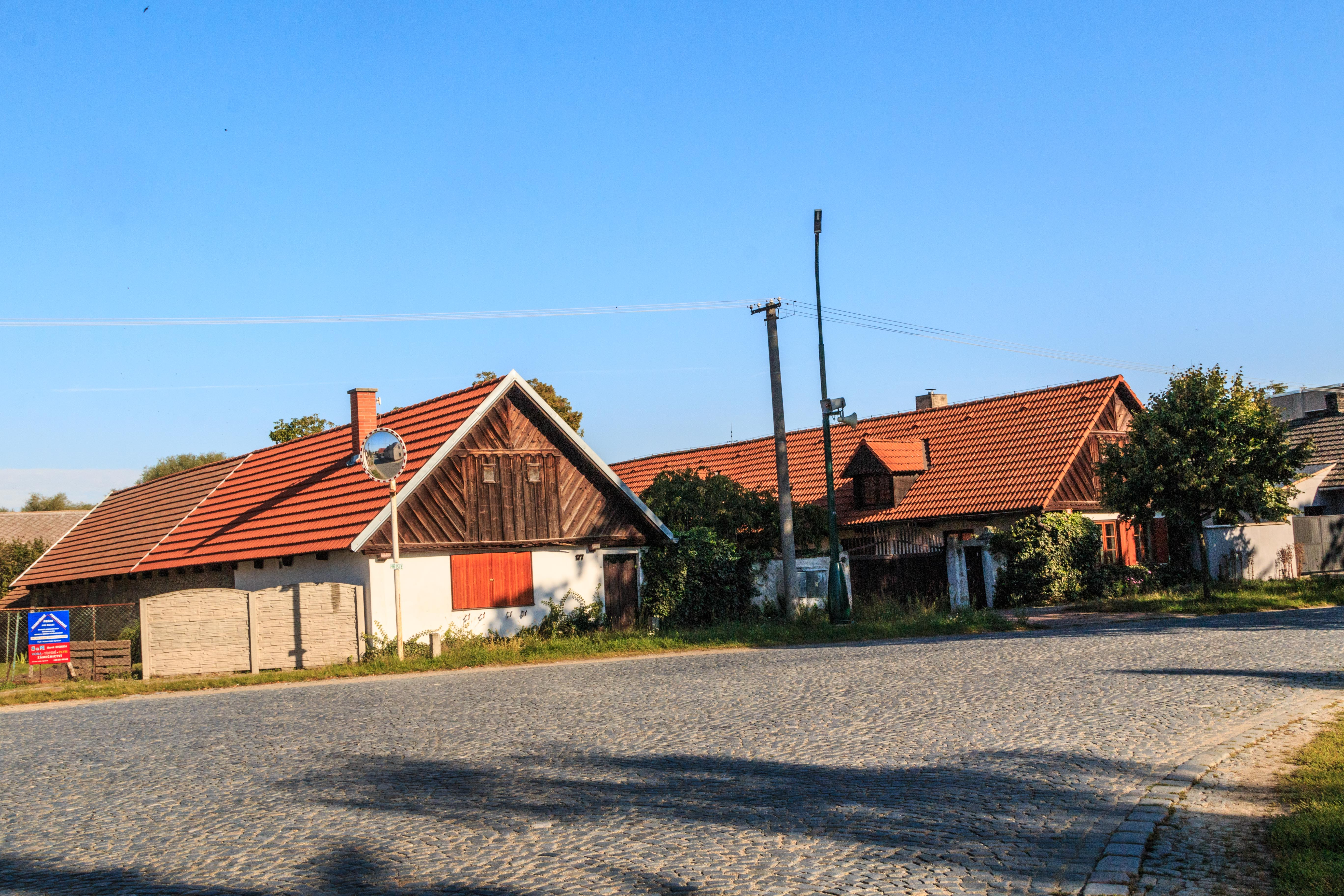
Straky - dům čp. 177
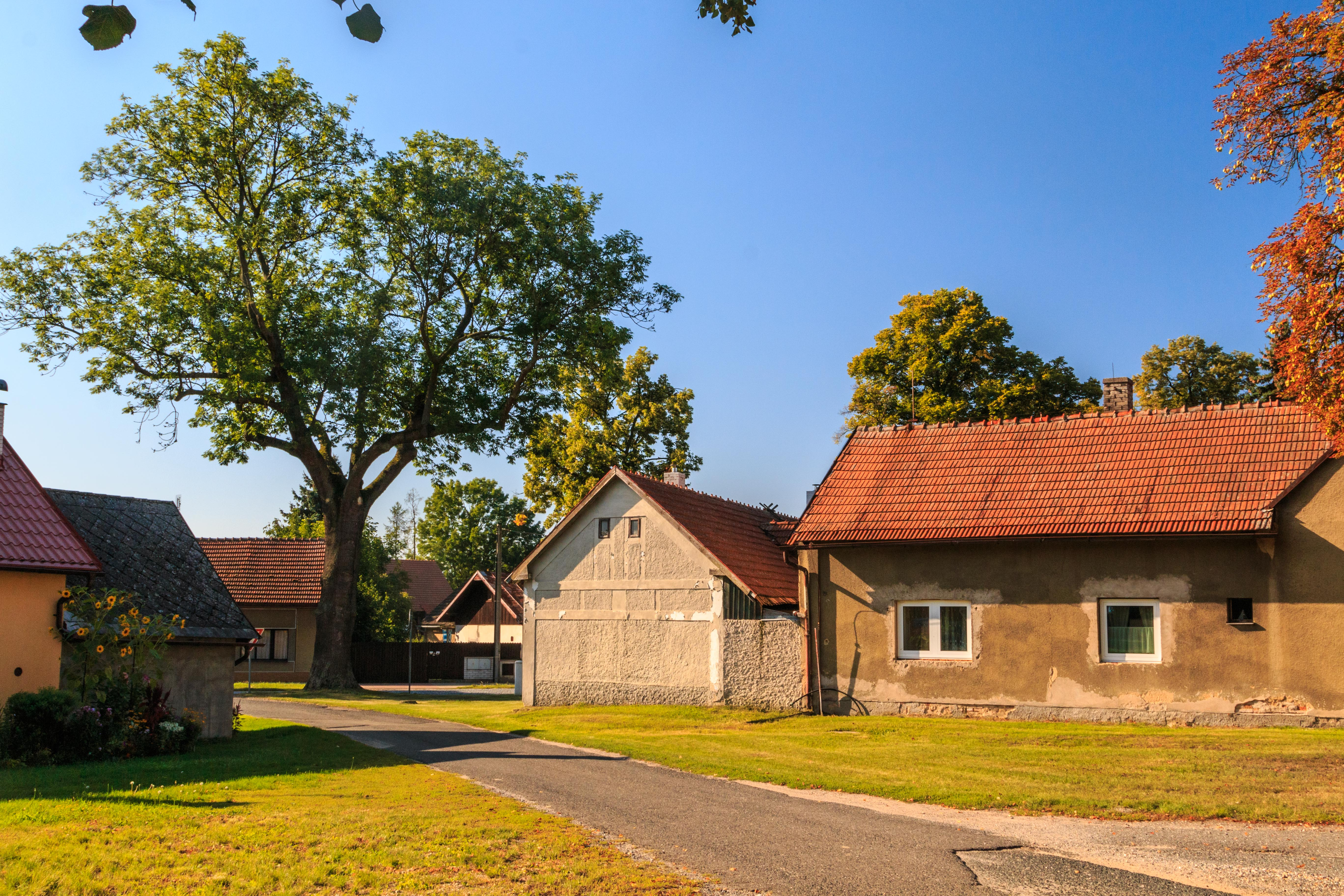
Straky - dům čp. 5